# 22 juin
Pour les articles homonymes, voir Vingt-Deux-Juin.
22 mai 22 juillet
Chronologies thématiques
- Croisades
- Ferroviaires
- Sports
- Disney
- Anarchisme
- Catholicisme

Abréviations / Voir aussi
- (° 1852) = né en 1852
- († 1885) = mort en 1885
- a.s. = calendrier julien
- n.s. = calendrier grégorien
- Calendrier
- Calendrier perpétuel
- Liste de calendriers
- Naissances du jour

Le 22 juin est le 173e jour, moins souvent le 174e, de l'année du calendrier grégorien ; il en reste ensuite 192.
Son équivalent était généralement le 4 messidor du calendrier républicain ou révolutionnaire français, officiellement dénommé jour de la véronique (la plante).
Comme les 19 et 20 juin, c'est une date possible mais moins fréquente que la date du 21 juin la veille, pour le solstice d'été dans l'hémisphère nord terrestre et celui d'hiver dans l'hémisphère sud et ainsi le début respectif de l'été ou de l'hiver dans chacun desdits deux hémisphères.

## Événements

### IIIesiècleav. J.-C.
- 217 av. J.-C. : bataille de Raphia.

### IIesiècleav. J.-C.
- 168 av. J.-C. : Lucius Aemilius Paullus Macedonicus remporte la victoire, face à Persée de Macédoine à la bataille de Pydna.

### Vesiècle
- 431 : ouverture du concile d'Éphèse.

### VIIesiècle
- 622 : second serment d'allégeance d'al-Aqaba.[réf. nécessaire]

### IXesiècle
- 813 : Kroum de Bulgarie vainc Michel Ier Rhangabé, de l'Empire byzantin, à la bataille d'Andrinople.

### XIVesiècle
- 1372 : bataille de La Rochelle.

### XVesiècle
- 1476 : bataille de Morat.

### XVIIIesiècle
- 1774 : acte de Québec.

### XIXesiècle
- 1807 : affaire Chesapeake-Leopard.
- 1815 : abdication de Napoléon Ier.
- 1848 : début des barricades, lors de l'insurrection ouvrière de Paris contre la Deuxième République.

### XXesiècle
- 1908 : incident du drapeau rouge, dans l'empire du Japon.
- 1940 : signature de l'armistice entre la France et l'Allemagne.
- 1941 :
  - la Wehrmacht reçoit le mot de code déclenchant l'opération Barbarossa, attaque des positions soviétiques le long des frontières occidentales de l'Union soviétique.
  - début de la bataille de Palmyre, lors de la campagne de Syrie, pendant la seconde Guerre mondiale.
- 1942 : institution et annonce par Pierre Laval de la Relève, consistant à libérer un prisonnier de guerre pour trois départs en Allemagne de travailleurs « libres ».
- 1944 : déclenchement de l'opération Bagration, première des cinq grandes offensives de l'Armée rouge de l'été 1944.
- 1945 : fin de la bataille d'Okinawa.
- 1948 : résolution no 52, du Conseil de sécurité des Nations unies, relative au contrôle international de l'énergie atomique.
- 1950 : entrée en vigueur du Population Registration Act, littéralement « loi de classification de la population », l'une des premières et principales lois d'apartheid en Afrique du Sud.
- 1973 : la Mississippi State Sovereignty Commission tient sa dernière réunion, consacrée au destin des archives, qu'il fut décidé de transférer, sous scellés, au secrétaire d’État.

### XXIesiècle
- 2015 : un commando taliban attaque le parlement afghan à Kaboul.
- 2017 : la grande mosquée al-Nouri de Mossoul en Irak est détruite par l'État islamique sur le point d'y perdre ses conquêtes territoriales.
- 2019 : Mohamed Ould Ghazouani remporte l'élection présidentielle de Mauritanie dès le 1er tour[2].

- 2020 : l'élection présidentielle a lieu afin d'élire le chef de l'état des îles Kiribati dans le Pacifique pour un mandat de quatre ans[3]. Taneti Maamau va être réélu président confirmant ainsi l'entente du pays avec la république populaire de Chine et sa rupture avec Taïwan[4].
- 2025 : les États-Unis bombardent trois sites nucléaires iraniens au cours de la guerre Israël-Iran, dans le cadre de l'opération Marteau de Minuit (photo)[5].

## Arts, culture et religion
- 1955 : sortie du premier long-métrage d'animation Disney en Cinémascope et en stéréo La Belle et le Clochard pour lequel la chanteuse Peggy Lee a composé plusieurs chansons[6].
- 1977 : sortie des Aventures de Bernard et Bianca, le premier film de la nouvelle génération d'animateurs des studios Disney postérieure à la mort du père fondateur Walt Disney.
- 1980 : béatification de Marie Guyard et de Kateri Tekakwitha par le pape catholique Jean-Paul II.

## Sciences et techniques
- 2019 : impact du petit astéroïde 2019 MO au large des côtes de la Jamaïque.

## Économie et société
- 2010 : première défaite de l'équipe de France masculine de football face à l'Afrique du Sud organisatrice de sa Coupe du monde, sur le score de 1-2 à Blœmfontein (ce fut à l'inverse une victoire française en France en 1998 lors du premier match des deux équipes déjà dans la même poule de départ) ; l'équipe sud-africaine est éliminée aussi de son mondial à l'issue de ce 3e match initial de groupe mais avec les honneurs et l'expulsion du meneur de jeu breton et français Yoann Gourcuff à la 26e minute[7].
- 2025 : en Syrie, l'attentat de l'église Saint-Élie à Damas cause la mort de 25 personnes et en blesse 63 autres[8].

## Naissances

### XVIIesiècle
- 1653 : André Hercule de Fleury, cardinal et homme d'État français, ministre / conseiller de Louis XV jeune († 29 janvier 1743).
- 1684 : Francesco Manfredini, musicien italien († 6 octobre 1762).

### XVIIIesiècle
- 1738 : Jacques Delille, poète français († 2 mai 1813).
- 1757 : George Vancouver, officier naval et explorateur britannique († 10 mai 1798).
- 1767 : Wilhelm von Humboldt, linguiste, fonctionnaire, diplomate, et philosophe allemand († 8 avril 1835).

### XIXesiècle
- 1837 : Paul Morphy, joueur d'échecs américain († 10 juillet 1884).
- 1848 : Robert Mols, peintre belge († 8 août 1903).
- 1860 : Lucien Lacaze, militaire et académicien français († 23 mars 1955).
- 1861 : Maximilian Von Spee, officier de marine allemand († 8 décembre 1914).
- 1864 : Hermann Minkowski, mathématicien allemand († 12 janvier 1909).
- 1874 : Viggo Jensen, athlète, haltérophile et tireur danois, champion olympique en 1896 († 2 novembre 1930).
- 1875 : Johannes Baader, architecte et écrivain dadaïste allemand († 15 janvier 1955).
- 1879 : Thibaudeau Rinfret, juge canadien († 25 juillet 1962).
- 1887 : Julian Huxley, biologiste, philosophe, enseignant et auteur britannique († 14 février 1975).
- 1898 : Erich Maria Remarque, écrivain d’origine allemande († 25 septembre 1970).
- 1899 : Michał Kalecki, économiste polonais († 17 mars 1970).
- 1900 : Oskar Fischinger, peintre et réalisateur allemand († 31 janvier 1967).

### XXesiècle
- 1902 :
  - Lucie de Vienne, actrice québécoise d’origine française († 18 janvier 1973).
  - Henri Deglane, lutteur et catcheur français, champion olympique en 1924 († 7 juillet 1975).
- 1903 :
  - John Dillinger, brigand et braqueur de banques américain († 22 juillet 1934).
  - Carl Hubbell, joueur de baseball américain († 21 novembre 1988).
- 1906 : Billy Wilder, producteur, réalisateur et scénariste américain († 27 mars 2002).
- 1909 :
  - Buddy Adler, producteur, scénariste et acteur américain († 12 juillet 1960).
  - Mike Todd, producteur américain de théâtre et de cinéma († 22 mars 1958).
- 1910 :
  - John Hunt, officier militaire britannique, chef de l’expédition sur l’Everest en 1953 († 8 novembre 1998).
  - Konrad Zuse, ingénieur allemand, pionnier du calcul programmable († 18 décembre 1995).
- 1911 : Marie Braun, nageuse néerlandaise, championne olympique en 1928 († 23 juin 1982).
- 1912 : Raymonde Allain, miss France 1927 († 27 juillet 2008).
- 1915 :
  - Cornelius Warmerdam, athlète américain, spécialiste du saut à la perche († 13 novembre 2001).
  - Jacques Yonnet, écrivain et peintre français († 16 août 1974).
- 1918 : Felicity Lane-Fox, pair et femme politique britannique († 17 avril 1988).
- 1919 : Gower Champion, danseur, chorégraphe, acteur et réalisateur américain († 25 août 1980).
- 1921 : Barbara Perry, actrice, chanteuse et danseuse américaine († 5 mai 2019).
- 1923 : José Giovanni, romancier et scénariste franco-suisse († 24 avril 2004).
- 1924 : Larkin Kerwin, physicien québécois († 1er mai 2004).
- 1926 : Tadeusz Konwicki, écrivain et cinéaste polonais († 7 janvier 2015).
- 1927 : Ann Petersen, actrice belge († 11 décembre 2003).
- 1930 :
  - Youri Artioukhine (Юрий Петрович Артюхин), cosmonaute soviétique († 3 août 1998).
  - Xavier Grall, homme de lettres breton et français († 11 décembre 1981).
  - Gilles Jacob (Gilbert Jacob dit), critique, essayiste, réalisateur, personnalité du monde du cinéma et cadre français du Festival de Cannes.
- 1932 : Amrish Puri, acteur indien († 12 janvier 2005).
- 1933 :
  - Dianne Feinstein (Dianne Berman née Emiel Goldman), femme politique américaine, maire de San Francisco puis doyenne du Sénat au Congrès fédéral des États-Unis.
  - Jacques Martin, journaliste et animateur de télévision lyonnais et français († 14 septembre 2007).
- 1936 : Kris Kristofferson, chanteur, compositeur et acteur américain. († 28 septembre 2024).
- 1939 : Don Matthews, joueur américain de football américain et canadien, entraîneur-chef dans la ligue canadienne de football († 14 juin 2017).
- 1940 : Abbas Kiarostami (en persan : عباس کیارستمی), réalisateur, scénariste et producteur iranien « palmé » à Cannes († 4 juillet 2016).
- 1941 :
  - Michael Lerner, acteur américain.
  - Édouard Zarifian, psychiatre, universitaire et psychothérapeute français d'origine arménienne († 20 février 2007).
- 1943 :
  - Klaus Maria Brandauer, acteur, metteur en scène, et réalisateur autrichien.
  - Eumir Deodato, pianiste, compositeur, arrangeur et producteur brésilien.
- 1944 :
  - Peter Asher, guitariste, chanteur et réalisateur artistique anglais du groupe Peter and Gordon.
  - Gérard Mourou, physicien français, prix Nobel de physique 2018.
- 1946 : Józef Oleksy, homme politique polonais († 9 janvier 2015).
- 1947 :
  - Howard Kaylan, musicien américain des groupes The Turtles et The Mothers of Invention.
  - Pete Maravich, joueur de basket-ball américain († 5 janvier 1988).
- 1948 : Todd Rundgren, musicien et producteur américain.
- 1949 :
  - Laroche Valmont (Jean-Quentin Gérard dit), chanteur français.
  - Alan Osmond (en), chanteur américain du groupe The Osmonds.
  - Meryl Streep, actrice américaine.
  - Lindsay Wagner, actrice américaine.
- 1951 : Patrick Revelli, footballeur français.
- 1952 : Graham Greene, acteur canadien.
- 1953 : Cyndi Lauper, chanteuse américaine.
- 1954 : Freddie Prinze (Frederick Karl Pruetzel dit), acteur américain d'origine porto-ricaine († 29 janvier 1987).
- 1955 : Jacques Benoît, peintre français.
- 1957 : Garry Gary Beers (en), bassiste australien du groupe INXS.
- 1958 : Bruce Campbell, acteur, producteur, réalisateur et scénariste américain.
- 1959 :
  - Nicola Sirkis (Nicolas dit), chanteur, guitariste et parolier du groupe Indochine.
  - Stéphane Sirkis, guitariste du groupe Indochine († 27 février 1999).
- 1960 : Grégoire Bouillier, écrivain français.
- 1961 : Jimmy Somerville (James William Somerville dit), auteur-compositeur-interprète vocal écossais, d'abord des groupes new wave "Bronski Beat" puis "The Communards".
- 1962 :
  - Stephen Chow, acteur, réalisateur et scénariste hong-kongais.
  - Clyde Drexler, joueur de basket-ball américain.
- 1964 : Dan Brown, auteur américain de romans policiers.
- 1966 :
  - Emmanuelle Seigner, actrice française.
  - Dean Woods, coureur cycliste australien, champion olympique.
- 1968 :
  - Darrell Armstrong, basketteur américain.
  - Véronika Loubry, animatrice de télévision et de radio française.
- 1969 : Sunday Bada, athlète nigérian spécialiste du 400 m, champion olympique en relais († 12 décembre 2011).
- 1970 : Cathy Andrieu, actrice française.
- 1971 : Mary Lynn Rajskub, actrice et scénariste américaine.
- 1973 : Daniel Thomas, acteur québécois.
- 1974 :
  - Jo Cox, femme politique britannique († 16 juin 2016).
  - Donald Faison, acteur américain.
- 1975 : Andreas Klöden, cycliste sur route allemand.
- 1978 : Dan Wheldon, pilote automobile britannique († 16 octobre 2011).
- 1979 : Thomas Voeckler, cycliste sur route français.
- 1980 : Ilia Bryzgalov (Илья Николаевич Брызгалов), gardien de but de hockey sur glace russe.
- 1982 :
  - Soraia Chaves, actrice portugaise.
  - Kristof Vliegen, joueur de tennis belge.
- 1983 : Jérémy Roy, cycliste sur route français.
- 1984 :
  - Nicolas Godemeche, footballeur français.
  - Janko Tipsarević, joueur de tennis serbe.
- 1985 :
  - Paco (Paco Perez dit), comédien et humoriste français.
  - Douglas Smith, acteur canadien.
- 1987 :
  - Joe Dempsie, acteur britannique.
  - Lee Min-ho, acteur et chanteur sud-coréen.
- 1988 : Omri Casspi (עמרי כספי), basketteur israélien.
- 1989 :
  - Djibril Camara, joueur de rugby à XV français.
  - Zoran Dragić, basketteur slovène.
  - Cédric Mongongu, footballeur congolais.
  - Stoppila Sunzu, footballeur zambien.
- 1993 :
  - Ingmar Lazar, pianiste classique français.
  - Danny Ward, footballeur gallois.
- 1994 :
  - Akash Bashir, chrétien pakistanais, « serviteur de Dieu » († 15 mars 2015).
  - Sébastien Haller, footballeur ivoirien.

### XXIesiècle
- 2001 : Yousra Rouibet, escrimeuse algérienne.
- 2002 : Angelica Beauville, cheffe française.

## Décès

### XIIesiècle
- 1101 : Roger Ier de Sicile, aventurier et conquérant normand de la Sicile musulmane devenu comte de Sicile de 1062 à sa mort à l'origine de la fondation du futur royaume de Sicile (° vers 1031).

### XIIIesiècle
- 1276 : Innocent V (Pierre de Tarentaise dit), 185e pape (° vers 1225).

### XVIIIesiècle
- 1735 : Pirro Albergati, compositeur baroque italien (° 20 septembre 1663).

### XIXesiècle
- 1812 : Richard Kirwan, géologue irlandais (° 1er août 1733).
- 1864 : Jacques Matter, historien français (° 31 mai 1791).
- 1875 : William Edmond Logan, géologue canadien (° 20 avril 1798).
- 1886 : Henry Fletcher Hance, botaniste britannique (° 4 août 1827).
- 1894 : Alexandre-Antonin Taché, prêtre colonisateur et évêque québécois (° 23 juillet 1823).

### XXesiècle
- 1925 : Felix Klein, mathématicien allemand (° 25 avril 1849).
- 1942 : August Froehlich, prêtre allemand, assassiné par les nazis (° 26 janvier 1891).
- 1956 : Pierre-Albert Bégaud, peintre portraitiste français (° 19 septembre 1901).
- 1960 : Wolfgang Seuss est exécuté par pendaison (° 1907)
- 1961 : Marie de Roumanie, veuve du roi Alexandre Ier de Yougoslavie (° 6 janvier 1900).
- 1962 : Justin Catayée, homme politique français, héros de la Seconde Guerre mondiale (° 30 mai 1916).
- 1965 : David O. Selznick, producteur américain (° 10 mai 1902).
- 1969 : Judy Garland, actrice américaine (° 10 juin 1922).
- 1974 : Darius Milhaud, compositeur français académicien ès beaux-arts (° 4 septembre 1892).
- 1975 : Paul Stehlin, général et homme politique français (° 11 août 1907).
- 1977 : Jacqueline Audry, réalisatrice française (° 25 septembre 1908).
- 1979 :
  - Abdelkader Benzaoui, footballeur algérien (° 26 octobre 1911).
  - Louis Chiron, pilote automobile monégasque (° 3 août 1899).
- 1984 : Joseph Losey, réalisateur, producteur et scénariste américain (° 14 janvier 1909).
- 1987 :
  - Fred Astaire, acteur, compositeur de cinéma, danseur et chanteur américain (° 10 mai 1899).
  - Nicholas Alkemade, officier militaire britannique (° 10 décembre 1922).
- 1989 :
  - Henri Sauguet, compositeur français académicien ès beaux-arts (° 18 mai 1901).
  - Lucien Saulnier, homme politique québécois (° 25 juillet 1916).
- 1992 : Chuck Mitchell, acteur américain (° 28 novembre 1927).
- 1993 :
  - Michel Noël, acteur et chanteur québécois (° 23 septembre 1922).
  - Patricia Nixon, épouse de l'ancien président américain Richard Nixon, ancienne Première dame des États-Unis (° 16 mars 1912).
- 1995 : Yves Congar, cardinal, dominicain et théologien français (° 13 avril 1904).
- 1996 :
  - Terrel Bell, homme politique américain (° 11 novembre 1921).
  - Salah Abou Seif, cinéaste égyptien (° 10 mai 1915).
- 1997 :
  - Lars Bergendahl, skieur de fond norvégien (° 30 janvier 1909).
  - Ted Gärdestad, compositeur et chanteur suédois (° 18 février 1956).
  - Gérard Pelletier, journaliste, homme politique et ambassadeur canadien (° 21 juin 1919).
- 1998 : Norberto Méndez, footballeur argentin (° 5 janvier 1923).
- 1999 :
  - Wassila Bourguiba, épouse du chef de l'État tunisien (° 22 avril 1912).
  - Guy Tunmer, pilote automobile sud-africain ° 1er décembre 1948).
- 2000 :
  - Philippe Chatrier, joueur de tennis, journaliste puis dirigeant sportif français (° 2 février 1928).
  - Michel Droit, écrivain, journaliste et académicien français (° 23 janvier 1923).

### XXIesiècle
- 2001 :
  - Luis Carniglia, footballeur puis entraîneur argentin (° 4 octobre 1917).
  - George Evans, dessinateur américain (° 5 février 1920).
  - Souad Hosni (سعاد محمد حسني), actrice égyptienne (° 26 janvier 1942).
- 2002 : Darryl Kile, joueur de baseball américain (° 2 décembre 1968).
- 2003 : Vassil Bykaw, écrivain, scénariste et journaliste soviétique puis biélorusse (° 19 juin 1924).
- 2004 :
  - Robert Bemer, ingénieur en aéronautique et en informatique américain (° 8 février 1920).
  - Thomas Gold, astrophysicien et cosmologiste américain (° 22 mai 1920).
  - Jacques Martin, cycliste sur route belge (° 16 avril 1952).
  - Carlton Skinner,homme politique américain (° 8 avril 1913).
- 2006 : Ekila Liyonda, femme politique zaïroise puis congolaise (° 16 octobre 1948).
- 2007 :
  - Younoussa Bamana, homme politique français (° 1er avril 1935).
  - Bernd Becher, photographe allemand (° 20 août 1931).
  - Luciano Fabro, artiste contemporain italien (° 20 novembre 1936).
  - Willy Holt, décorateur de cinéma (° 30 novembre 1921).
- 2008 : George Carlin, humoriste, acteur et scénariste américain (° 12 mai 1937).
- 2011 : Harley Hotchkiss (en), homme d’affaires et administrateur de hockey sur glace canadien (° 12 juillet 1927).
- 2012 : Fernie Flaman, défenseur professionnel de hockey sur glace canadien (° 25 janvier 1927).
- 2013 : Allan Simonsen, pilote automobile danois (° 5 juillet 1978).
- 2015 :
  - Laura Antonelli, actrice italienne (° 28 novembre 1941).
  - James Horner, compositeur de musique de films (° 14 août 1953).
- 2017 :
  - Mao Kobayashi, actrice et présentatrice japonaise (° 21 juillet 1982).
  - Ketumile Masire, homme d'État botswanais, président de la République de 1980 à 1998 (° 23 juillet 1925).
- 2018 :
  - Halina Aszkiełowicz, volleyeuse polonaise (° 4 février 1947).
  - Felicia Langer, avocate germano-israélienne (° 9 décembre 1930).
  - Deanna Lund, actrice américaine (° 30 mai 1937).
  - Rezső Nyers, homme politique hongrois (° 21 mars 1923).
  - Geoffrey Oryema, musicien ougandais puis français (° 16 avril 1953).
  - Vinnie Paul, batteur de heavy metal américain (° 11 mars 1964).
  - Waldir Pires, juriste et homme politique brésilien (° 21 octobre 1926).
- 2019 :
  - Miguel Ángel Falasca, volleyeur puis entraîneur espagnol (° 29 avril 1973).
  - Pierre Fortier, ingénieur et homme politique canadien (° 15 novembre 1932).
  - Leevi Lehto, écrivain, poète, traducteur et éditeur finlandais (° 23 février 1951).
  - Geoffrey Tordoff, pair, homme d'affaires et homme politique britannique (° 11 octobre 1928).
- 2020 :
  - Steve Bing (en) (Stephen Leo Bing dit), homme d'affaires, philanthrope, producteur et scénariste américain (° 31 mars 1965).
  - Joel Schumacher, réalisateur, producteur, scénariste, costumier et acteur américain (° 29 août 1939).
- 2022 : Yves Coppens, paléontologue et paléoanthropologue français (° 9 août 1934).
- 2023 :
  - Mireille Adaré Gassawily, enseignante, entrepreneuse et femme politique camerounaise (° 1974).
  - Peter Brötzmann, saxophoniste et clarinettiste de jazz allemand (° 6 mars 1941).
  - Stéphane Demol, footballeur belge (° 11 mars 1966).
- 2024 :
  - Pierre Gibert, prêtre jésuite français (° 24 octobre 1936).
  - Khenpo Tsultrim Gyamtso Rinpoché, éminent yogi lettré de la tradition Kagyupa du bouddhisme tibétain (° 1er février 1934).
  - Mogens Herman Hansen, philologue danois (° 20 août 1940).
  - Sadiba Koulibaly, diplomate guinéen (° ).
  - Péter Kovács, gymnaste artistique hongrois (° 28 septembre 1959).
  - Alex Theus, pianiste suisse (° 13 avril 1959).
- 2025 :
  - Guy Lauzon, homme politique canadien (° 6 avril 1944).
  - Arnaldo Pomodoro, sculpteur italien (° 23 juin 1926).
  - Franco Testa, coureur cycliste italien (° 7 février 1938).

## Célébrations

### Nationales
- Colombie : día del Abogado / « journée de l'avocat »)[9].
- Croatie (Union européenne) : journée de lutte antifasciste[10],[11].
- France (Union européenne à zone euro) : journée nationale de la réflexion sur le don d’organes et la greffe[12].
- Salvador : día del Maestro / « journée du professeur »[13].

### Religieuse
Christianisme : mémoire du prophète Élie et déposition des prophètes Élisée & Abdias dans l'église de l'archange Michaël et le lectionnaire de Jérusalem, avec lectures de : III Rg. 19, 9-18 + IV Rg. 2, 1(-14) ; Héb. 1, 1(-12) ; Mt. 16, 13(-20 ?) ; mots communs entre Hb. et Mt. : "cieux, terre, prophètes, Fils" ; entre III Rg. et Mt. : "Élie, prophètes" ; entre III Rg. et Hb. : "oindre, manteau".

### Saints des Églises chrétiennes

#### Saints des Églises catholiques et orthodoxes
Référencés ci-après in fine et orthodoxes :
- Aaron († vers 522 ou 538) -ou « Haran » ou « Tarann »-, ermite puis évêque d'Aleth en Bretagne.
- Alban de Verulamium (vers 287 ?), premier martyr d'Angleterre à Verulam.
- Consorce († vers 570) -ou « Consorte » ou « Consortia »-, fille de saint Eucher et de sainte Galla, moniale en Provence avec sa sœur sainte Tulle.
- Eusèbe de Samosate († 379 ou 381), évêque de Samosate, martyr à Dolikha en Syrie par la main d'ariens.
- Flavius Clemens (Ier siècle), martyr.
- Jules et Aaron (IIIe siècle), martyrs.
- Julien de Remini (IIIe siècle), martyr.
- Nicétas de Rémésiana († 414) évêque d'expression latine de la ville de Rémésiana en Dacie.
- Paulin de Nole († 431), évêque.
- Prèce (VIIe siècle), Abbesse.
- Zénon et Zénas († v. 304), martyrs.

#### Saints et bienheureux des Églises catholiques
référencés ci-après :
- Évrard de Bibourg († 1164) -ou « Eberhard »-, évêque de Reun en Styrie et/ou archevêque de Salzbourg en Autriche.
- Innocent V († 1276) 185e pape, bienheureux.
- John Fisher († 1535), théologien et cardinal anglais, martyr.
- Lambert de Saint Bertin († 1125), bienheureux moine.
- Thomas More († 1535), Chancelier du roi Henri VIII d'Angleterre, martyr.

#### Saints orthodoxes?
Outre les saints œcuméniques voire pré-schismatiques ci-avant, aux dates parfois "juliennes" / orientales...

### Prénoms du jour
Bonne fête aux Alban et ses variantes : Albano et Albans ; et leurs formes féminines : Albane, Albanie, Albanne et Albany (voir la veille 21 juin et les Aubin, Albin(e/a) des 1er mars).
Et aussi aux Aaron, etc.

## Traditions et superstitions

### Dictons
- « À la saint-Alban, on peut poser ses vêtements. »[16].
- « Beau temps trois jours durant avant la saint-Jean, bon grain pour l’an. »[17]

### Astrologie
Signe du zodiaque : 1er jour du signe astrologique du cancer.

## Toponymie
Les noms de plusieurs voies, places, sites ou édifices de pays ou régions francophones contiennent cette date sous diverses graphies : voir Vingt-Deux-Juin .